# 魚うどん
魚うどん（ぎょうどん）は、宮崎県日南市周辺の郷土料理である。

## 概要
トビウオなどのすり身に、小麦粉、片栗粉、卵、塩を加えて、麺状にしたうどん。成形後は茹でてから冷水でしめて冷凍保存し、食べる直前に再び茹でてその汁ごと食べる。トビウオのほか、カンパチ、ヒラマサ、鯛、ハモ、カワハギ、クエなどの魚を用いる場合もある。

## 歴史
太平洋戦争の空襲によって日南市と外部をつなぐ道路や線路が寸断されると物流が滞り、油津港などで穫れる魚が販売できずに余り、一方で米や小麦粉は不足するようになった。このため、トビウオなどのすり身を小麦粉の代わりに用いて、うどんの代替食として魚うどんが作られた。当時は各家庭が雑魚を用いて作っていたが、戦後は存在を忘れられるようになったという。
しかし、郷土料理として注目した日南市漁協の女性部が昭和50年代から復活させる取り組みを始めた。トビウオの処理方法を工夫して臭みを減らすなどの改良を加えて2000年頃から朝市で販売を始め、2007年に同漁協と日南商工会議所が共同で商品化した。2009年には市内の小中学校の給食にも登場し、同年3月に商標も登録されている。2011年には全国青年・女性漁業者交流大会で、日南市漁協の魚うどんが流通・消費拡大部門の農林水産大臣賞を受賞している。